# Cyril Vasiľ
Mons. Cyril Vasiľ (* 10. dubna 1965, Košice) je slovenský řeckokatolický duchovní, eparcha košický a arcibiskup ad personam, jezuita, skaut a emeritní sekretář Kongregace pro východní církve.

## Život
Narodil se 10. dubna 1965 v Košicích. Jeho otec byl v roce 1969 vysvěcen na řeckokatolického kněze. Jeho bratr Michal je též knězem. Roku 1982 začal studovat na Římskokatolické cyrilometodějské bohoslovecké fakultě Univerzity Komenského v Bratislavě, které ukončil roku 1987. Dne 14. června 1987 byl biskupem Slavomirem Miklovšem vysvěcen na kněze. V srpnu roku 1987 emigroval do Itálie. Odešel do Říma kde studoval na Papežském východním institutu, zde roku 1989 získal licenciát z kanonického práva.
Dne 15. října 1990 vstoupil do Tovaryšstva Ježíšova a roku 2001 složil své věčné sliby. Roku 1994 získal na Papežském východním institutu doktorát z východního kanonického práva. V roce 1997 se habilitoval na CMTF UP v Olomouci. Roku 2002 byl zvolen na Papežském východním institutu děkanem a prorektorem Fakulty východního kanonického práva. Roku 2003 byl jmenován duchovním rádcem Mezinárodní unie evropských skautů.
Působil jako poradce Kongregace pro východní církve, Kongregace pro nauku víry a Papežské rady pro pastoraci migrantů a lidí mimo domov. Roku 2005 byl jmenován adjunktem Biskupské synody. Působil také jako profesor Papežské univerzity Gregoriana, Římskokatolické cyrilometodějské bohoslovecké fakulty Univerzity Komenského v Bratislavě a na Trnavské univerzitě v Trnavě. V květnu roku 2007 se stal rektorem Papežského východního institutu.
Dne 7. května 2009 jej papež Benedikt XVI. jmenoval sekretářem Kongregace pro východní církve a titulárním arcibiskupem z Ptolemais v Libyi. Biskupské svěcení přijal 14. června 2009 z rukou biskupa Slavomira Miklovše a spolusvětiteli byli arcibiskup Ján Babjak a biskup Milan Chautur.
Dne 20. ledna 2020 jej papež František jmenoval apoštolským administrátorem sede plena košické eparchie.
Ovládá slovenštinu, latinu, italštinu, angličtinu, ruštinu, ukrajinštinu, francouzštinu, němčinu, španělštinu, řečtinu a staroslověnštinu.
Dne 24. června 2021 byl jmenován eparchiálním biskupem košické eparchie s ponecháním titulu arcibiskupa „ad personam“ (poté, co dosavadní eparcha Milan Chautur rezignoval ze zdravotních důvodů).
Na konci července 2023 jej papež František jmenoval delegátem pro syrsko-malabarskou církev v Indii. Papež Lev XIV. jeho misi ukončil v červenci 2025. Konkrétně jednak v oblasti pomoci - řešit dlouholeté napětí v její největší archieparchii Ernakulam–Angamaly, způsobené mj. liturgickými změnami z roku 1999.